# Холбрук (Аризона)
Холбрук (англ. Holbrook) — город в штате Аризона (США). Административный центр округа Навахо. В 2010 году в городе проживали 5053 человека.

## История
Местность была заселена индейцами анасази, пуэбло, навахо и апачи. Территории Аризоны перешли США после Американо-мексиканской войны. В 1850-1870-х на местности появились первые американские поселенцы и мормоны. Город Холбрук был основан около 1881 года, когда через его окрестности прокладывали железную дорогу. Он был назван в честь главного инженера Атлантической и Тихоокеанской железной дороги Генри Холбрука. Город был инкорпорирован в 1917 году.

## Население
| Год переписи | Нас. |  | %±     |
| ------------ | ---- |  | ------ |
| 1890         | 206  |  | —      |
| 1910         | 609  |  | 195,6% |
| 1920         | 1206 |  | 98%    |
| 1930         | 1115 |  | −7,5%  |
| 1940         | 1184 |  | 6,2%   |
| 1950         | 2336 |  | 97,3%  |
| 1960         | 3438 |  | 47,2%  |
| 1970         | 4759 |  | 38,4%  |
| 1980         | 5785 |  | 21,6%  |
| 1990         | 4686 |  | −19%   |
| 2000         | 4917 |  | 4,9%   |
| 2010         | 5053 |  | 2,8%   |
| 2019         | 5084 |  | 0,6%   |

По данным 2019 года население Холбрука составляло 5084 человека (из них 55,7 % мужчин и 44,3 % женщин), в городе было 1539 домашних хозяйств. В среднем домашнее хозяйство ведут 2,94 человека. Расовый состав: белые — 50,4 %, афроамериканцы — 3,5 %, коренное население — 27,3 %. 27,6 % имеют латиноамериканское происхождение.
Население города по возрастному диапазону распределилось следующим образом: 29,5 % — жители младше 18 лет, 59,6 % — между 18 и 65 годами и 10,9 % — в возрасте 65 лет и старше. 85,9 % населения старше 25 лет имеет школьное образование или выше, 15 % — высшее образование. 3,8 % младше 65 лет не имеют медицинской страховки. В городе 2836 домашних хозяйств, в среднем домашнее хозяйство ведут 2,1 человека.
В 2019 году среди населения старше 16 лет имели работу 50,7 %. В 2018 году медианный доход на домашнее хозяйство — составил 46 679 $. Доход на душу населения — 19 140 $ в год. 23,9 % от всей численности населения находились за чертой бедности на момент переписи.